# Fundusz emerytalny
Fundusz emerytalny – instytucja finansowa obejmująca środki pieniężne wpłacane przez uczestników,  gromadzone i wspólnie inwestowane, z zastrzeżeniem zapewnienia maksymalnego stopnia bezpieczeństwa i rentowności dokonywanych lokat, z przeznaczeniem na wypłatę członkom funduszu po osiągnięciu przez nich wieku emerytalnego lub po przepracowaniu określonej liczby lat. Jest to de facto rodzaj wyspecjalizowanego funduszu inwestycyjnego, choć formalnie stanowi odrębny od niego typ instytucji finansowej, działający na podstawie odrębnej ustawy. Uczestnikiem może być wyłącznie osoba fizyczna.

## Fundusze emerytalne w Polsce
W Polsce jest to osoba prawna stanowiąca odrębną masę majątkową, utworzoną ze środków pieniężnych gromadzonych na kontach jego członków, tworzona w drodze wpisu do rejestru prowadzonego przez Sąd Okręgowy w Warszawie oraz zarządzana i reprezentowana przez towarzystwo emerytalne działające na podstawie ustawy z dnia 28 sierpnia 1997 r. o organizacji i funkcjonowaniu funduszy emerytalnych (Dz.U. z 2023 r. poz. 930).
Członkowie funduszu posiadają jednostki rozrachunkowe zapisane na ich indywidualnych rachunkach, których wartość jest wyceniana każdego dnia roboczego w oparciu o aktualną wartość rynkową aktywów funduszu i sumę jednostek rozrachunkowych zapisanych na rachunkach prowadzonych przez dany fundusz, który inwestuje posiadane środki w instrumenty finansowe dopuszczone przez obowiązujące przepisy i w granicach dopuszczonych limitów.

### Rodzaje funduszy emerytalnych
Fundusz emerytalny może być utworzony jako:
- otwarty fundusz emerytalny (OFE) – zarządzany przez powszechne towarzystwo emerytalne
- dobrowolny fundusz emerytalny (DFE) – zarządzany przez powszechne towarzystwo emerytalne
- pracowniczy fundusz emerytalny (PFE) – zarządzany przez pracownicze towarzystwo emerytalne[5]

Fundusze emerytalne działają w oparciu o ustawę o organizacji i funkcjonowaniu funduszy emerytalnych uchwaloną w ramach reformy systemu emerytalnego w 1999 roku, pozwalając na gromadzenie środków pieniężnych na emeryturę w tzw. II filarze (OFE) i III filarze (DFE, PFE).

### Prawa członka
Raz do roku fundusz emerytalny ma obowiązek przesłać członkowi funduszu informację o środkach znajdujących się na jego rachunku, terminach dokonanych wpłat składek i wypłat transferowych, wynikach działalności lokacyjnej funduszu, zasadach polityki inwestycyjnej i celu inwestycyjnym funduszu, wraz ze wskaźnikami, do których są porównywane osiągane przez fundusz stopy zwrotu. Informacja jest przesyłana w trybie i formie uzgodnionych z członkiem funduszu.

### Dziedziczenie
Środki zgromadzone w funduszu podlegają dziedziczeniu lub nabyciu przez osobę wskazaną przez członka funduszu w dyspozycji na wypadek śmierci. Członek funduszu wyznacza tzw. osoby uposażone (w niektórych funduszach zwane beneficjentami), którym są przekazywane środki z funduszu po śmierci członka, niezależnie od dziedziczenia spadku. W sytuacji, gdy nie ma uposażonych (beneficjentów), środki z funduszu wchodzą w skład masy spadkowej i są dziedziczone przez spadkobierców zmarłego członka funduszu. Dziedziczenie odbywa się wyłącznie na wniosek spadkobiercy lub osoby uposażonej.

### Majątek wspólny
Pod warunkiem istnienia wspólności majątkowej, środki z OFE i PFE wchodzą w skład majątku wspólnego małżonków:

Do majątku wspólnego należą w szczególności: [...] 3) środki zgromadzone na rachunku otwartego lub pracowniczego funduszu
emerytalnego każdego z małżonków.

Po śmierci osoby posiadającej konto w OFE połowa środków jest przelewana na osobiste konto OFE lub PFE współmałżonka. Druga połowa jest dziedziczona zgodnie z zasadami prawa spadkowego i podlega przekazaniu spadkobiercy lub innej osobie uposażonej, wskazanej podczas przystępowania do OFE lub PFE.
Zgodnie z wyrokiem Sądu Najwyższego z 2009 roku, jeśli współmałżonek nie posiada konta OFE lub PFE, to dziedziczenie pierwszej połowy kwoty wiąże się z koniecznością założenia takiego konta